# Dřínovská stráň
Přírodní rezervace Dřínovská stráň byla vyhlášena roku 1994 a nachází se u obce Dřínov na jižním svahu stejnojmenného vrchu. Důvodem ochrany jsou opukové bílé stráně s bohatou teplomilnou květenou a entomofaunou. Na opukách se vyvinul půdní typ rendzina.

## Popis oblasti
Stráň je pokryta mozaikou teplomilných trávníků, na svazích lze najít pryšec sivý (Euphorbia seguieriana), hlaváč šedavý (Scabiosa canescens), kavyl Ivanův (Stipa pennata), len tenkolistý (Linum tenuifolium) či ledenec přímořský. Z živočichů žije v oblasti řada reliktních xerotermních druhů, např. kobylka Bicolorana bicolor a Platycleis denticulata. Průzkum brouků zjistil 44 druhů z čeledi mandelinkovitých (Chrysomelidae) a 94 druhů z čeledi nosatcovitých (Curculionidae).